# Grevenbroicher Knorpelkirsche
Die Grevenbroicher Knorpelkirsche ist eine zu den Knorpelkirschen gehörende rotbunte Sorte der Süßkirschen.

## Herkunft
Die Sorte wurde vor 1900 vom Grevenbroicher Kirschzüchter Dietrich Uhlhorn gezüchtet.

## Frucht
Die Frucht ist mittelgroß, stumpf-herzförmig bis breitrund, manchmal auch hochgebaut, oben und unten abgeplattet, wodurch die Frucht rechteckig wirkt. Die Haut ist dunkelgelb mit leuchtend roter, glänzender Deckfarbe, in der Vollreife fast komplett rot. Das Fruchtfleisch ist hellgelb, sehr fest und knorpelig, aromatisch und mäßig saftig. Sie platzt leicht. Der Stein ist mittelgroß oval, asymmetrisch, stielseitig mit Häkchen. Der Stiel ist mittellang etwa 4 cm und grün, manchmal sonnenseits gerötet der Stielansatz ist mittelgroß bis groß. Sie reift in der 6. bis 8. Kirschwoche etwas folgernd. Die Früchte sind lange haltbar.

## Baum
Der Baum ist etwas anfällig für Monilia und wächst stark, mit schrägen nach außen aufwärts gerichteten Leitästen. Die Krone ist kugelig bis hochkugelig bei mitteldichter Verzweigung. Er ist selbststeril und braucht einen Befruchtungspartner. Er blüht mittelfrüh mit wenig, schwach rötlichem Blattaustrieb.